# Chaetocnema semicoerulea
Chaetocnema semicoerulea is een keversoort uit de familie bladkevers (Chrysomelidae). De wetenschappelijke naam van de soort werd in 1803 gepubliceerd door Koch.